# Dicranomyia (Glochina) staryi
Dicranomyia (Glochina) staryi is een tweevleugelige uit de familie steltmuggen (Limoniidae). De soort komt voor in het Palearctisch gebied.